# Polska Klasyfikacja Działalności
Polska Klasyfikacja Działalności (PKD) – umownie przyjęty, hierarchicznie usystematyzowany podział zbioru rodzajów działalności społeczno-gospodarczej, jakie realizują jednostki (podmioty gospodarcze).
PKD (również PKD 2004) ustalała symbole, nazwy i zakres grupowań klasyfikacyjnych na pięciu różnych poziomach, tj. sekcji i podsekcji, działów, grup, klas oraz podklas. Rodzaje działalności określane są jako: przeważające, drugorzędne, pomocnicze.
PKD-2007 jest również klasyfikacją pięciopoziomową, ale w przeciwieństwie do poprzednich nie zawiera podsekcji.

## Poziomy PKD 2007
- poziom pierwszy – sekcja – oznaczony jest symbolem jednoliterowym, dzieli ogólną zbiorowość na 21 grupowań rodzajów działalności, na które składają się czynności związane ze sobą z punktu widzenia tradycyjnie ukształtowanego, ogólnego podziału pracy;
- poziom drugi – dział – oznaczony jest dwucyfrowym kodem numerycznym, dzieli ogólną zbiorowość na 88 grupowań rodzajów działalności, na które składają się czynności według cech mających zasadnicze znaczenie zarówno przy określaniu stopnia podobieństwa, jak i przy rozpatrywaniu powiązań występujących w gospodarce narodowej (np. w tablicach przepływów międzygałęziowych);
- poziom trzeci – grupa – oznaczony jest trzycyfrowym kodem numerycznym, obejmuje 272 grupowania rodzajów działalności dające się wyodrębnić z punktu widzenia procesu produkcyjnego, przeznaczenia produkcji bądź też charakteru usługi lub charakteru odbiorcy tych usług;
- poziom czwarty – klasa – oznaczony jest czterocyfrowym kodem numerycznym, obejmuje 615 grupowań rodzajów działalności dających się wyodrębnić przede wszystkim z punktu widzenia specjalizacji procesu produkcyjnego, czy też działalności usługowej;

do tego poziomu klasyfikacja PKD-2007 jest zgodna z klasyfikacją NACE Rev.2. Odrębność pojawia się na następnym poziomie:
- poziom piąty – podklasa – oznaczony jest pięcioznakowym kodem alfanumerycznym i obejmuje 654 grupowania. Został on wprowadzony w celu wyodrębnienia rodzajów działalności charakterystycznych dla polskiej gospodarki i będących przedmiotem obserwacji statystycznej. Jeśli na poziomie krajowym nie wprowadzono dodatkowego podziału na poziomie podklasy w stosunku do poziomu międzynarodowego (klasa równa podklasie), podklasę taką oznaczono literą „Z”.

## Zastosowanie
PKD wykorzystywana jest do:
- klasyfikowania podmiotów gospodarczych dla potrzeb krajowego urzędowego rejestru podmiotów gospodarki narodowej REGON – według rodzaju prowadzonej przez nie działalności,
- przedstawiania struktury gospodarki narodowej z punktu widzenia społecznego podziału pracy,
- zestawiania dynamicznych szeregów dla potrzeb ekonomicznej analizy rozwoju gospodarczego,
- opracowywania bilansów gospodarki narodowej, w tym zintegrowanych rachunków narodowych,
- sporządzania porównań międzynarodowych,
- zestawiania informacji statystycznych, odpowiednio porównywalnych z innymi krajami.

## Powiązania PKD z klasyfikacjami międzynarodowymi i polskimi

## Zgodność z klasyfikacjami międzynarodowymi
PKD (również PKD 2004) zachowała pełną spójność i porównywalność metodologiczną, pojęciową, zakresową i kodową względem NACE Rev.1 – do poziomu klasy (4 znaków) PKD jest zgodna z Europejską Klasyfikacją Działalności, natomiast poziom podklasy, oznaczony kodem alfanumerycznym (XX.XX.A) jest poziomem krajowym, uwzględniającym potrzeby i specyfikę gospodarki polskiej.
Odpowiednio PKD 2007 odpowiada Nomenklaturze Działalności we Wspólnocie Europejskiej NACE Rev.2. Z kolei ta opracowana została zgodnie z opracowaną przez ONZ Międzynarodową Standardową Klasyfikacją Rodzajów Działalności ISIC Rev.4 – International Standard Industrial Classification of all Economic Activities.

## Rozwój i zmiany klasyfikacji PKD

### PKD
Została opracowana na podstawie Europejskiej Klasyfikacji Działalności – NACE Rev.1, opublikowanej w Official Journal of the European Communities (OJ) nr L 293 z 24 października 1990 r. z późniejszymi zmianami opublikowanymi w (OJ) nr 83 z 3 kwietnia 1993 r.
Zgodnie z rozporządzeniem Rady Ministrów z dnia 7 października 1997 r. w sprawie Polskiej Klasyfikacji Działalności (PKD) (Dz.U. z 1997 r. nr 128, poz. 829, z późn. zm.), w okresie od 1 stycznia 1998 do 31 grudnia 1999 Polską Klasyfikację Działalności (PKD) stosowano równolegle z Europejską Klasyfikacją Działalności (EKD). Od 1 stycznia 2000 PKD zastąpiła całkowicie EKD.

### PKD 2004
Klasyfikacje PKD zmieniło w 2004 roku rozporządzenie Rady Ministrów z dnia 20 stycznia (Dz. U. nr 33, poz. 289) do stosowania w statystyce, ewidencji i dokumentacji oraz rachunkowości, a także w urzędowych rejestrach i systemach informacyjnych administracji publicznej.

### PKD 2007
Od 1 stycznia 2008 obowiązuje klasyfikacja PKD (zwana PKD 2007) została wprowadzona rozporządzeniem Rady Ministrów z dnia 24 grudnia 2007 r. (Dz.U. z 2007 r. nr 251, poz. 1885 z dnia 31 grudnia 2007 r.).
Zmiany klasyfikacji są wynikiem dostosowywania statystyki europejskiej (w tym polskiej) do standardów obowiązujących na poziomie światowym w klasyfikacji Organizacji Narodów Zjednoczonych – International Standard Industrial Classification of all Economic Activities ISIC Rev.4 (Międzynarodowej Standardowej Klasyfikacji Rodzajów Działalności). Na poziomie europejskim zostały wprowadzone do klasyfikacji Unii Europejskiej – Statistical Classification of Economic Activities in the European Community NACE Rev.2 – (Statystycznej Klasyfikacji Działalności Gospodarczych w UE) (Dz. Urz. UE nr L 393 z 30.12.2006 r., s. 1). Dodatkowo, ze względu na duże tempo zmian zachodzących we wszystkich obszarach gospodarki oraz szybki rozwój nowych dziedzin, szczególnie tych związanych z usługami i technologiami informacyjnymi i komunikacyjnymi, zmiany w ramach PKD 2007 wykorzystano do poprawy jakości klasyfikacji w kontekście opisywanej rzeczywistości gospodarczej.
Konieczność zmian klasyfikacji wynikała:
- z potrzeby zwiększenia harmonizacji klasyfikacji na poziomie międzynarodowym umożliwiającej szerszą wymianę informacji,
- z zachodzących zmian ekonomicznych i gospodarczych, a w szczególności rozwoju nowych technologii i rodzajów działalności.

Polską Klasyfikację Działalności (PKD 2004) wprowadzoną rozporządzeniem Rady Ministrów z dnia 2 stycznia 2004 r. w sprawie Polskiej Klasyfikacji Działalności (PKD) stosuje się do działalności oznaczonej zgodnie z tą klasyfikacją przed dniem wejścia w życie niniejszego rozporządzenia, jednak nie dłużej niż do 31 grudnia 2009.
W tym czasie zostanie dokonane przeklasyfikowanie według PKD 2007 działalności podmiotów wpisanych do krajowego rejestru urzędowego podmiotów gospodarki narodowej REGON.

## Podział gospodarki według PKD 2007

### Sekcja A – Rolnictwo, leśnictwo, łowiectwo i rybactwo
| Dział | Grupa | Nazwa grupowania                                                                             |
| ----- | ----- | -------------------------------------------------------------------------------------------- |
| 01    | .     | Uprawy rolne, chów i hodowla zwierząt, łowiectwo, włączając działalność usługową             |
| .     | 01.1  | Uprawy rolne inne niż wieloletnie                                                            |
| .     | 01.2  | Uprawa roślin wieloletnich                                                                   |
| .     | 01.3  | Rozmnażanie roślin                                                                           |
| .     | 01.4  | Chów i hodowla zwierząt                                                                      |
| .     | 01.5  | Uprawy rolne połączone z chowem i hodowlą zwierząt (działalność mieszana)                    |
| .     | 01.6  | Działalność usługowa wspomagająca rolnictwo i następująca po zbiorach                        |
| .     | 01.7  | Łowiectwo i pozyskiwanie zwierząt łownych, włączając działalność usługową                    |
| 02    | .     | Leśnictwo i pozyskiwanie drewna                                                              |
| .     | 02.1  | Gospodarka leśna i pozostała działalność leśna, z wyłączeniem pozyskiwania produktów leśnych |
| .     | 02.2  | Pozyskiwanie drewna                                                                          |
| .     | 02.3  | Pozyskiwanie dziko rosnących produktów leśnych, z wyłączeniem drewna                         |
| .     | 02.4  | Działalność usługowa związana z leśnictwem                                                   |
| 03    | .     | RYBACTWO                                                                                     |
| .     | 03.1  | Rybołówstwo                                                                                  |
| .     | 03.2  | Chów i hodowla ryb oraz pozostałych organizmów wodnych                                       |

### Sekcja B – Górnictwo i wydobywanie
| Dział | Grupa | Nazwa grupowania                                                                  |
| ----- | ----- | --------------------------------------------------------------------------------- |
| 05    | .     | Wydobywanie węgla kamiennego i węgla brunatnego (lignitu)                         |
| .     | 05.1  | Wydobywanie węgla kamiennego                                                      |
| .     | 05.2  | Wydobywanie węgla brunatnego (lignitu)                                            |
| 06    | .     | Górnictwo ropy naftowej i gazu ziemnego                                           |
| .     | 06.1  | Górnictwo ropy naftowej                                                           |
| .     | 06.2  | Górnictwo gazu ziemnego                                                           |
| 07    | .     | Górnictwo rud metali                                                              |
| .     | 07.1  | Górnictwo rud żelaza                                                              |
| .     | 07.2  | Górnictwo rud metali nieżelaznych                                                 |
| 08    | .     | Pozostałe górnictwo i wydobywanie                                                 |
| .     | 08.1  | Wydobywanie kamienia, piasku i gliny                                              |
| .     | 08.9  | Górnictwo i wydobywanie, gdzie indziej niesklasyfikowane                          |
| 09    | .     | Działalność usługowa wspomagająca górnictwo i wydobywanie                         |
| .     | 09.1  | Działalność usługowa wspomagająca eksploatację złóż ropy naftowej i gazu ziemnego |
| .     | 09.9  | Działalność usługowa wspomagająca pozostałe górnictwo i wydobywanie               |

### Sekcja C – Przetwórstwo przemysłowe
| Dział | Grupa | Nazwa grupowania |
| ----- | ----- | --- |
| 10    | .     | produkcja artykułów spożywczych |
| .     | 10.1  | Przetwarzanie i konserwowanie mięsa oraz produkcja wyrobów z mięsa |
| .     | 10.2  | Przetwarzanie i konserwowanie ryb, skorupiaków i mięczaków |
| .     | 10.3  | Przetwarzanie i konserwowanie owoców i warzyw |
| .     | 10.4  | Produkcja olejów i tłuszczów pochodzenia roślinnego i zwierzęcego |
| .     | 10.5  | Wytwarzanie wyrobów mleczarskich |
| .     | 10.6  | Wytwarzanie produktów przemiału zbóż, skrobi i wyrobów skrobiowych |
| .     | 10.7  | Produkcja wyrobów piekarskich i mącznych |
| .     | 10.8  | Produkcja pozostałych artykułów spożywczych |
| .     | 10.9  | Produkcja gotowych paszy i karmy dla zwierząt |
| 11    | 11.0  | Produkcja napojów |
| 12    | 12.0  | Produkcja wyrobów tytoniowych |
| 13    | .     | produkcja wyrobów tekstylnych |
| .     | 13.1  | Przygotowanie i przędzenie włókien tekstylnych |
| .     | 13.2  | Produkcja tkanin |
| .     | 13.3  | Wykończanie wyrobów włókienniczych |
| .     | 13.9  | Produkcja pozostałych wyrobów tekstylnych |
| 14    | .     | Produkcja odzieży |
| .     | 14.1  | Produkcja odzieży, z wyłączeniem wyrobów futrzarskich |
| .     | 14.2  | Produkcja wyrobów futrzarskich |
| .     | 14.3  | Produkcja odzieży dzianej |
| 15    | .     | Produkcja skór i wyrobów ze skór wyprawionych |
| .     | 15.1  | Wyprawa skór, garbowanie; wyprawa i barwienie skór futerkowych; produkcja toreb bagażowych, toreb ręcznych i podobnych wyrobów kaletniczych; produkcja wyrobów rymarskich |
| .     | 15.2  | Produkcja obuwia |
| 16    | .     | Produkcja wyrobów z drewna oraz korka, z wyłączeniem mebli; produkcja wyrobów ze słomy i materiałów używanych do wyplatania                                               |
| .     | 16.1  | Produkcja wyrobów tartacznych |
| .     | 16.2  | Produkcja wyrobów z drewna, korka, słomy i materiałów używanych do wyplatania                                                                                             |
| 17    | .     | Produkcja papieru i wyrobów z papieru |
| .     | 17.1  | Produkcja masy włóknistej, papieru i tektury |
| .     | 17.2  | Produkcja wyrobów z papieru i tektury |
| 18    | .     | poligrafia i reprodukcja zapisanych nośników informacji |
| .     | 18.1  | Drukowanie i działalność usługowa związana z poligrafią |
| .     | 18.2  | Reprodukcja zapisanych nośników informacji |
| 19    | .     | Wytwarzanie i przetwarzanie koksu i produktów rafinacji ropy naftowej |
| .     | 19.1  | Wytwarzanie i przetwarzanie koksu |
| .     | 19.2  | Wytwarzanie i przetwarzanie produktów rafinacji ropy naftowej |
| 20    | .     | Produkcja chemikaliów i wyrobów chemicznych |
| .     | 20.1  | Produkcja podstawowych chemikaliów, nawozów i związków azotowych, tworzyw sztucznych i kauczuku syntetycznego w formach podstawowych                                      |
| .     | 20.2  | Produkcja pestycydów i pozostałych środków agrochemicznych |
| .     | 20.3  | Produkcja farb, lakierów i podobnych powłok, farb drukarskich i mas uszczelniających                                                                                      |
| .     | 20.4  | Produkcja mydła i detergentów, środków myjących i czyszczących, wyrobów kosmetycznych i toaletowych                                                                       |
| .     | 20.5  | Produkcja pozostałych wyrobów chemicznych |
| .     | 20.6  | Produkcja włókien chemicznych |
| 21    | .     | Produkcja podstawowych substancji farmaceutycznych oraz leków i pozostałych wyrobów farmaceutycznych                                                                      |
| .     | 21.1  | Produkcja podstawowych substancji farmaceutycznych |
| .     | 21.2  | Produkcja leków i pozostałych wyrobów farmaceutycznych |
| 22    | .     | Produkcja wyrobów z gumy i tworzyw sztucznych |
| .     | 22.1  | Produkcja wyrobów z gumy |
| .     | 22.2  | Produkcja wyrobów z tworzyw sztucznych |
| 23    | .     | Produkcja wyrobów z pozostałych mineralnych surowców niemetalicznych |
| .     | 23.1  | Produkcja szkła i wyrobów ze szkła |
| .     | 23.2  | Produkcja wyrobów ogniotrwałych |
| .     | 23.3  | Produkcja ceramicznych materiałów budowlanych |
| .     | 23.4  | Produkcja pozostałych wyrobów z porcelany i ceramiki |
| .     | 23.5  | Produkcja cementu, wapna i gipsu |
| .     | 23.6  | Produkcja wyrobów z betonu, cementu i gipsu |
| .     | 23.7  | Cięcie, formowanie i wykańczanie kamienia |
| .     | 23.9  | Produkcja wyrobów ściernych i pozostałych wyrobów z mineralnych surowców niemetalicznych, gdzie indziej niesklasyfikowana                                                 |
| 24    | .     | Produkcja metali |
| .     | 24.1  | Produkcja surówki, żelazostopów, żeliwa i stali oraz wyrobów hutniczych                                                                                                   |
| .     | 24.2  | Produkcja rur, przewodów, kształtowników zamkniętych i łączników, ze stali                                                                                                |
| .     | 24.3  | Produkcja pozostałych wyrobów ze stali poddanej wstępnej obróbce |
| .     | 24.4  | Produkcja metali szlachetnych i innych metali nieżelaznych |
| .     | 24.5  | Odlewnictwo metali |
| 25    | .     | Produkcja metalowych wyrobów gotowych, z wyłączeniem maszyn i urządzeń |
| .     | 25.1  | Produkcja metalowych elementów konstrukcyjnych |
| .     | 25.2  | Produkcja zbiorników, cystern i pojemników metalowych |
| .     | 25.3  | Produkcja wytwornic pary, z wyłączeniem kotłów do centralnego ogrzewania gorącą wodą                                                                                      |
| .     | 25.4  | Produkcja broni i amunicji |
| .     | 25.5  | Kucie, prasowanie, wytłaczanie i walcowanie metali; metalurgia proszków                                                                                                   |
| .     | 25.6  | Obróbka metali i nakładanie powłok na metale; obróbka mechaniczna elementów metalowych                                                                                    |
| .     | 25.7  | Produkcja wyrobów nożowniczych, sztućców, narzędzi i wyrobów metalowych ogólnego przeznaczenia                                                                            |
| .     | 25.9  | Produkcja pozostałych gotowych wyrobów metalowych |
| 26    | .     | Produkcja komputerów, wyrobów elektronicznych i optycznych |
| .     | 26.1  | Produkcja elektronicznych elementów i obwodów drukowanych |
| .     | 26.2  | Produkcja komputerów i urządzeń peryferyjnych |
| .     | 26.3  | Produkcja sprzętu (tele)komunikacyjnego |
| .     | 26.4  | Produkcja elektronicznego sprzętu powszechnego użytku |
| .     | 26.5  | Produkcja instrumentów i przyrządów pomiarowych, kontrolnych i nawigacyjnych; produkcja zegarków i zegarów                                                                |
| .     | 26.6  | Produkcja urządzeń napromieniowujących, sprzętu elektromedycznego i elektroterapeutycznego                                                                                |
| .     | 26.7  | Produkcja instrumentów optycznych i sprzętu fotograficznego |
| .     | 26.8  | Produkcja magnetycznych i optycznych niezapisanych nośników informacji |
| 27    | .     | Produkcja urządzeń elektrycznych |
| .     | 27.1  | Produkcja elektrycznych silników, prądnic, transformatorów, aparatury rozdzielczej i sterowniczej energii elektrycznej                                                    |
| .     | 27.2  | Produkcja baterii i akumulatorów |
| .     | 27.3  | Produkcja izolowanych przewodów i kabli oraz sprzętu instalacyjnego |
| .     | 27.4  | Produkcja elektrycznego sprzętu oświetleniowego |
| .     | 27.5  | Produkcja sprzętu gospodarstwa domowego |
| .     | 27.9  | Produkcja pozostałego sprzętu elektrycznego |
| 28    | .     | Produkcja maszyn i urządzeń, gdzie indziej niesklasyfikowana |
| .     | 28.1  | Produkcja maszyn ogólnego przeznaczenia |
| .     | 28.2  | Produkcja pozostałych maszyn ogólnego przeznaczenia |
| .     | 28.3  | Produkcja maszyn dla rolnictwa i leśnictwa |
| .     | 28.4  | Produkcja maszyn i narzędzi mechanicznych |
| .     | 28.9  | Produkcja pozostałych maszyn specjalnego przeznaczenia |
| 29    | .     | Produkcja pojazdów samochodowych, przyczep i naczep, z wyłączeniem motocykli                                                                                              |
| .     | 29.1  | Produkcja pojazdów samochodowych, z wyłączeniem motocykli |
| .     | 29.2  | Produkcja nadwozi do pojazdów silnikowych; produkcja przyczep i naczep |
| .     | 29.3  | Produkcja części i akcesoriów do pojazdów silnikowych |
| 30    | .     | Produkcja pozostałego sprzętu transportowego |
| .     | 30.1  | Produkcja statków i łodzi |
| .     | 30.2  | Produkcja lokomotyw kolejowych oraz taboru szynowego |
| .     | 30.3  | Produkcja statków powietrznych, statków kosmicznych i podobnych maszyn |
| .     | 30.4  | Produkcja wojskowych pojazdów bojowych |
| .     | 30.9  | Produkcja sprzętu transportowego, gdzie indziej niesklasyfikowana |
| 31    | 31.0  | Produkcja mebli |
| 32    | .     | Pozostała produkcja wyrobów |
| .     | 32.1  | Produkcja wyrobów jubilerskich, biżuterii i podobnych wyrobów |
| .     | 32.2  | Produkcja instrumentów muzycznych |
| .     | 32.3  | Produkcja sprzętu sportowego |
| .     | 32.4  | Produkcja gier i zabawek |
| .     | 32.5  | Produkcja urządzeń, instrumentów oraz wyrobów medycznych, włączając dentystyczne                                                                                          |
| .     | 32.9  | Produkcja wyrobów, gdzie indziej niesklasyfikowana |
| 33    | .     | Naprawa, konserwacja i instalowanie maszyn i urządzeń |
| .     | 33.1  | Naprawa i konserwacja metalowych wyrobów gotowych, maszyn i urządzeń |
| .     | 33.2  | Instalowanie maszyn przemysłowych, sprzętu i wyposażenia |

### Sekcja D – Wytwarzanie i zaopatrywanie w energię elektryczną, gaz, parę wodną, gorącą wodę i powietrze do układów klimatyzacyjnych
| Dział | Grupa | Nazwa grupowania |
| ----- | ----- | --- |
| 35    | .     | Wytwarzanie i zaopatrywanie w energię elektryczną, gaz, parę wodną, gorącą wodę i powietrze do układów klimatyzacyjnych |
| .     | 35.1  | Wytwarzanie, przesyłanie, dystrybucja i handel energią elektryczną                                                      |
| .     | 35.2  | Wytwarzanie paliw gazowych; dystrybucja i handel paliwami gazowymi w systemie sieciowym                                 |
| .     | 35.3  | Wytwarzanie i zaopatrywanie w parę wodną, gorącą wodę i powietrze do układów klimatyzacyjnych                           |

### Sekcja E – Dostawa wody; gospodarowanie ściekami i odpadami oraz działalność związana z rekultywacją
| Dział | Grupa | Nazwa grupowania                                                                                    |
| ----- | ----- | --------------------------------------------------------------------------------------------------- |
| 36    | 36.0  | Pobór, uzdatnianie i dostarczanie wody                                                              |
| 37    | 37.0  | Odprowadzanie i oczyszczanie ścieków                                                                |
| 38    | .     | Działalność związana ze zbieraniem, przetwarzaniem i unieszkodliwianiem odpadów; odzysk surowców    |
| .     | 38.1  | Zbieranie odpadów                                                                                   |
| .     | 38.2  | Przetwarzanie i unieszkodliwianie odpadów                                                           |
| .     | 38.3  | Odzysk surowców                                                                                     |
| 39    | 39.0  | Działalność związana z rekultywacją i pozostała działalność usługowa związana z gospodarką odpadami |

### Sekcja F – Budownictwo
| Dział | Grupa | Nazwa grupowania                                                                                 |
| ----- | ----- | ------------------------------------------------------------------------------------------------ |
| 41    | .     | Roboty budowlane związane ze wznoszeniem budynków                                                |
| .     | 41.1  | Realizacja projektów budowlanych związanych ze wznoszeniem budynków                              |
| .     | 41.2  | Roboty budowlane związane ze wznoszeniem budynków mieszkalnych i niemieszkalnych                 |
| 42    | .     | Roboty związane z budową obiektów inżynierii lądowej i wodnej                                    |
| .     | 42.1  | Roboty związane z budową dróg kołowych i szynowych                                               |
| .     | 42.2  | Roboty związane z budową rurociągów, linii telekomunikacyjnych i elektroenergetycznych           |
| .     | 42.3  | Roboty związane z budową pozostałych obiektów inżynierii lądowej i wodnej                        |
| 43    | .     | Roboty budowlane specjalistyczne                                                                 |
| .     | 43.1  | Rozbiórka i przygotowanie terenu pod budowę                                                      |
| .     | 43.2  | Wykonywanie instalacji elektrycznych, wodno-kanalizacyjnych i pozostałych instalacji budowlanych |
| .     | 43.3  | Wykonywanie robót budowlanych wykończeniowych                                                    |
| .     | 43.9  | Pozostałe specjalistyczne roboty budowlane                                                       |

### Sekcja G – Handel hurtowy i detaliczny; naprawa pojazdów samochodowych, włączając motocykle
| Dział | Grupa | Nazwa grupowania |
| ----- | ----- | --- |
| 45    | .     | Handel hurtowy i detaliczny pojazdami samochodowymi; naprawa pojazdów samochodowych                                               |
| .     | 45.1  | Sprzedaż hurtowa i detaliczna pojazdów samochodowych, z wyłączeniem motocykli                                                     |
| .     | 45.2  | Konserwacja i naprawa pojazdów samochodowych, z wyłączeniem motocykli                                                             |
| .     | 45.3  | Sprzedaż hurtowa i detaliczna części i akcesoriów do pojazdów samochodowych, z wyłączeniem motocykli                              |
| .     | 45.4  | Sprzedaż hurtowa i detaliczna motocykli, ich naprawa i konserwacja oraz sprzedaż hurtowa i detaliczna części i akcesoriów do nich |
| 46    | .     | Handel hurtowy, z wyłączeniem handlu pojazdami samochodowymi                                                                      |
| .     | 46.1  | Sprzedaż hurtowa realizowana na zlecenie                                                                                          |
| .     | 46.2  | Sprzedaż hurtowa płodów rolnych i żywych zwierząt                                                                                 |
| .     | 46.3  | Sprzedaż hurtowa żywności, napojów i wyrobów tytoniowych                                                                          |
| .     | 46.4  | Sprzedaż hurtowa artykułów użytku domowego                                                                                        |
| .     | 46.5  | Sprzedaż hurtowa narzędzi technologii informacyjnej i komunikacyjnej                                                              |
| .     | 46.6  | Sprzedaż hurtowa maszyn, urządzeń i dodatkowego wyposażenia                                                                       |
| .     | 46.7  | Pozostała wyspecjalizowana sprzedaż hurtowa                                                                                       |
| .     | 46.9  | Sprzedaż hurtowa niewyspecjalizowana                                                                                              |
| 47    | .     | Handel detaliczny, z wyłączeniem handlu detalicznego pojazdami samochodowymi                                                      |
| .     | 47.1  | Sprzedaż detaliczna prowadzona w niewyspecjalizowanych sklepach                                                                   |
| .     | 47.2  | Sprzedaż detaliczna żywności, napojów i wyrobów tytoniowych prowadzona w wyspecjalizowanych sklepach                              |
| .     | 47.3  | Sprzedaż detaliczna paliw do pojazdów silnikowych na stacjach paliw                                                               |
| .     | 47.4  | Sprzedaż detaliczna narzędzi technologii informacyjnej i komunikacyjnej prowadzona w wyspecjalizowanych sklepach                  |
| .     | 47.5  | Sprzedaż detaliczna artykułów użytku domowego prowadzona w wyspecjalizowanych sklepach                                            |
| .     | 47.6  | Sprzedaż detaliczna wyrobów związanych z kulturą i rekreacją prowadzona w wyspecjalizowanych sklepach                             |
| .     | 47.7  | Sprzedaż detaliczna pozostałych wyrobów prowadzona w wyspecjalizowanych sklepach                                                  |
| .     | 47.8  | Sprzedaż detaliczna prowadzona na straganach i targowiskach                                                                       |
| .     | 47.9  | Sprzedaż detaliczna prowadzona poza siecią sklepową, straganami i targowiskami                                                    |

### Sekcja H –Transportigospodarka magazynowa
| Dział | Grupa | Nazwa grupowania                                                                               |
| ----- | ----- | ---------------------------------------------------------------------------------------------- |
| 49    | .     | transport lądowy oraz transport rurociągowy                                                    |
| .     | 49.1  | Transport kolejowy pasażerski międzymiastowy                                                   |
| .     | 49.2  | Transport kolejowy towarów                                                                     |
| .     | 49.3  | Pozostały transport lądowy pasażerski                                                          |
| .     | 49.4  | Transport drogowy towarów oraz działalność usługowa związana z przeprowadzkami                 |
| .     | 49.5  | Transport rurociągowy                                                                          |
| 50    | .     | transport wodny                                                                                |
| .     | 50.1  | Transport morski i przybrzeżny pasażerski                                                      |
| .     | 50.2  | Transport morski i przybrzeżny towarów                                                         |
| .     | 50.3  | Transport wodny śródlądowy pasażerski                                                          |
| .     | 50.4  | Transport wodny śródlądowy towarów                                                             |
| 51    | .     | transport lotniczy                                                                             |
| .     | 51.1  | Transport lotniczy pasażerski                                                                  |
| .     | 51.2  | Transport lotniczy towarów i transport kosmiczny                                               |
| 52    | .     | Magazynowanie i działalność usługowa wspomagająca transport                                    |
| .     | 52.1  | Magazynowanie i przechowywanie towarów                                                         |
| .     | 52.2  | Działalność usługowa wspomagająca transport                                                    |
| 53    | .     | działalność pocztowa i kurierska                                                               |
| .     | 53.1  | Działalność pocztowa objęta obowiązkiem świadczenia usług powszechnych (operatora publicznego) |
| .     | 53.2  | Pozostała działalność pocztowa i kurierska                                                     |

### Sekcja I – Działalność związana z zakwaterowaniem i usługami gastronomicznymi
| Dział | Grupa | Nazwa grupowania                                                                                               |
| ----- | ----- | --- |
| 55    | .     | Zakwaterowanie                                                                                                 |
| .     | 55.1  | Hotele i podobne obiekty zakwaterowania                                                                        |
| .     | 55.2  | Obiekty noclegowe turystyczne i miejsca krótkotrwałego zakwaterowania                                          |
| .     | 55.3  | Pola kempingowe (włączając pola dla pojazdów kempingowych) i pola namiotowe                                    |
| .     | 55.9  | Pozostałe zakwaterowanie                                                                                       |
| 56    | .     | Działalność usługowa związana z wyżywieniem                                                                    |
| .     | 56.1  | Restauracje i pozostałe placówki gastronomiczne                                                                |
| .     | 56.2  | Przygotowywanie żywności dla odbiorców zewnętrznych (katering) i pozostała gastronomiczna działalność usługowa |
| .     | 56.3  | Przygotowywanie i podawanie napojów                                                                            |

### Sekcja J – Informacja i komunikacja
| Dział | Grupa | Nazwa grupowania |
| ----- | ----- | --- |
| 58    | .     | Działalność wydawnicza |
| .     | 58.1  | Wydawanie książek i periodyków oraz pozostała działalność wydawnicza, z wyłączeniem w zakresie oprogramowania               |
| .     | 58.2  | Działalność wydawnicza w zakresie oprogramowania                                                                            |
| 59    | .     | Działalność związana z produkcją filmów, nagrań wideo, programów telewizyjnych, nagrań dźwiękowych i muzycznych             |
| .     | 59.1  | Działalność związana z filmami, nagraniami wideo i programami telewizyjnymi                                                 |
| .     | 59.2  | Działalność w zakresie nagrań dźwiękowych i muzycznych                                                                      |
| 60    | .     | Nadawanie programów ogólnodostępnych i abonamentowych                                                                       |
| .     | 60.1  | Nadawanie programów radiofonicznych                                                                                         |
| .     | 60.2  | Nadawanie programów telewizyjnych ogólnodostępnych i abonamentowych                                                         |
| 61    | .     | telekomunikacja |
| .     | 61.1  | Działalność w zakresie telekomunikacji przewodowej                                                                          |
| .     | 61.2  | Działalność w zakresie telekomunikacji bezprzewodowej, z wyłączeniem telekomunikacji satelitarnej                           |
| .     | 61.3  | Działalność w zakresie telekomunikacji satelitarnej                                                                         |
| .     | 61.9  | Działalność w zakresie pozostałej telekomunikacji                                                                           |
| 62    | 62.0  | Działalność związana z oprogramowaniem i doradztwem w zakresie informatyki oraz działalność powiązana                       |
| 63    | .     | Działalność usługowa w zakresie informacji                                                                                  |
| .     | 63.1  | Przetwarzanie danych; zarządzanie stronami internetowymi (hosting) i podobna działalność; działalność portali internetowych |
| .     | 63.2  | Pozostała działalność usługowa w zakresie informacji                                                                        |

### Sekcja K –Działalność finansowai ubezpieczeniowa
| Dział | Grupa | Nazwa grupowania                                                                                            |
| ----- | ----- | --- |
| 64    | .     | Finansowa działalność usługowa, z wyłączeniem ubezpieczeń i funduszów emerytalnych                          |
| .     | 64.1  | Pośrednictwo pieniężne                                                                                      |
| .     | 64.2  | Działalność holdingów finansowych                                                                           |
| .     | 64.3  | Działalność trustów, funduszów i podobnych instytucji finansowych                                           |
| .     | 64.9  | Pozostała finansowa działalność usługowa, z wyłączeniem ubezpieczeń i funduszów emerytalnych                |
| 65    | .     | Ubezpieczenia, reasekuracja oraz fundusze emerytalne, z wyłączeniem obowiązkowego ubezpieczenia społecznego |
| .     | 65.1  | Ubezpieczenia                                                                                               |
| .     | 65.2  | Reasekuracja                                                                                                |
| .     | 65.3  | Fundusze emerytalne                                                                                         |
| 66    | .     | Działalność wspomagająca usługi finansowe oraz ubezpieczenia i fundusze emerytalne                          |
| .     | 66.1  | Działalność wspomagająca usługi finansowe, z wyłączeniem ubezpieczeń i funduszów emerytalnych               |
| .     | 66.2  | Działalność wspomagająca ubezpieczenia i fundusze emerytalne                                                |
| .     | 66.3  | Działalność związana z zarządzaniem funduszami                                                              |

### Sekcja L – Działalność związana z obsługą rynku nieruchomości
| Dział | Grupa | Nazwa grupowania                                                          |
| ----- | ----- | ------------------------------------------------------------------------- |
| 68    | .     | Działalność związana z obsługą rynku nieruchomości                        |
| .     | 68.1  | Kupno i sprzedaż nieruchomości na własny rachunek                         |
| .     | 68.2  | Wynajem i zarządzanie nieruchomościami własnymi lub dzierżawionymi        |
| .     | 68.3  | Działalność związana z obsługą rynku nieruchomości wykonywana na zlecenie |

### Sekcja M – Działalność profesjonalna, naukowa i techniczna
| Dział | Grupa | Nazwa grupowania                                                                             |
| ----- | ----- | -------------------------------------------------------------------------------------------- |
| 69    | .     | Działalność prawnicza, rachunkowo-księgowa i doradztwo podatkowe                             |
| .     | 69.1  | Działalność prawnicza                                                                        |
| .     | 69.2  | Działalność rachunkowo-księgowa; doradztwo podatkowe                                         |
| 70    | .     | Działalność firm centralnych (head offices); doradztwo związane z zarządzaniem               |
| .     | 70.1  | Działalność firm centralnych (head offices) i holdingów, z wyłączeniem holdingów finansowych |
| .     | 70.2  | Doradztwo związane z zarządzaniem                                                            |
| 71    | .     | Działalność w zakresie architektury i inżynierii; badania i analizy techniczne               |
| .     | 71.1  | Działalność w zakresie architektury i inżynierii oraz związane z nią doradztwo techniczne    |
| .     | 71.2  | Badania i analizy techniczne                                                                 |
| 72    | .     | Badania naukowe i prace rozwojowe                                                            |
| .     | 72.1  | Badania naukowe i prace rozwojowe w dziedzinie nauk przyrodniczych i technicznych            |
| .     | 72.2  | Badania naukowe i prace rozwojowe w dziedzinie nauk społecznych i humanistycznych            |
| 73    | .     | Reklama, badanie rynku i opinii publicznej                                                   |
| .     | 73.1  | Reklama                                                                                      |
| .     | 73.2  | Badanie rynku i opinii publicznej                                                            |
| 74    | .     | Pozostała działalność profesjonalna, naukowa i techniczna                                    |
| .     | 74.1  | Działalność w zakresie specjalistycznego projektowania                                       |
| .     | 74.2  | Działalność fotograficzna                                                                    |
| .     | 74.3  | Działalność związana z tłumaczeniami                                                         |
| .     | 74.9  | Pozostała działalność profesjonalna, naukowa i techniczna, gdzie indziej niesklasyfikowana   |
| 75    | 75.0  | Działalność weterynaryjna                                                                    |

### Sekcja N – Działalność w zakresie usług administrowania i działalność wspierająca
| Dział | Grupa | Nazwa grupowania |
| ----- | ----- | --- |
| 77    | .     | Wynajem i dzierżawa |
| .     | 77.1  | Wynajem i dzierżawa pojazdów samochodowych, z wyłączeniem motocykli                                                                                              |
| .     | 77.2  | Wypożyczanie i dzierżawa artykułów użytku osobistego i domowego                                                                                                  |
| .     | 77.3  | Wynajem i dzierżawa pozostałych maszyn, urządzeń oraz dóbr materialnych                                                                                          |
| .     | 77.4  | Dzierżawa własności intelektualnej i podobnych produktów, z wyłączeniem prac chronionych prawem autorskim                                                        |
| 78    | .     | Działalność związana z zatrudnieniem |
| .     | 78.1  | Działalność związana z wyszukiwaniem miejsc pracy i pozyskiwaniem pracowników                                                                                    |
| .     | 78.2  | Działalność agencji pracy tymczasowej |
| .     | 78.3  | Pozostała działalność związana z udostępnianiem pracowników |
| 79    | .     | Działalność organizatorów turystyki, pośredników i agentów turystycznych oraz pozostała działalność usługowa w zakresie rezerwacji i działalności z nią związane |
| .     | 79.1  | Działalność agentów i pośredników turystycznych oraz organizatorów turystyki                                                                                     |
| .     | 79.9  | Pozostała działalność usługowa w zakresie rezerwacji i działalności z nią związane                                                                               |
| 80    | .     | Działalność detektywistyczna i ochroniarska |
| .     | 80.1  | Działalność ochroniarska, z wyłączeniem obsługi systemów bezpieczeństwa                                                                                          |
| .     | 80.2  | Działalność ochroniarska w zakresie obsługi systemów bezpieczeństwa                                                                                              |
| .     | 80.3  | Działalność detektywistyczna |
| 81    | .     | Działalność usługowa związana z utrzymaniem porządku w budynkach i zagospodarowaniem terenów zieleni                                                             |
| .     | 81.1  | Działalność pomocnicza związana z utrzymaniem porządku w budynkach                                                                                               |
| .     | 81.2  | Sprzątanie obiektów |
| .     | 81.3  | Działalność usługowa związana z zagospodarowaniem terenów zieleni                                                                                                |
| 82    | .     | Działalność związana z administracyjną obsługą biura i pozostała działalność wspomagająca prowadzenie działalności gospodarczej                                  |
| .     | 82.1  | Działalność związana z administracyjną obsługą biura, włączając działalność wspomagającą                                                                         |
| .     | 82.2  | Działalność centrów telefonicznych (call center) |
| .     | 82.3  | Działalność związana z organizacją targów, wystaw i kongresów |
| .     | 82.9  | Działalność komercyjna, gdzie indziej niesklasyfikowana |

### Sekcja O – Administracja publiczna i obrona narodowa; obowiązkowe zabezpieczenia społeczne
| Dział | Grupa | Nazwa grupowania                                                                |
| ----- | ----- | ------------------------------------------------------------------------------- |
| 84    | .     | administracja publiczna i obrona narodowa; obowiązkowe zabezpieczenia społeczne |
| .     | 84.1  | Administracja publiczna oraz polityka gospodarcza i społeczna                   |
| .     | 84.2  | Usługi na rzecz całego społeczeństwa                                            |
| .     | 84.3  | Obowiązkowe zabezpieczenia społeczne                                            |

### Sekcja P – Edukacja
| Dział | Grupa | Nazwa grupowania                                                     |
| ----- | ----- | -------------------------------------------------------------------- |
| 85    | .     | edukacja                                                             |
| .     | 85.1  | Wychowanie przedszkolne                                              |
| .     | 85.2  | Szkoły podstawowe                                                    |
| .     | 85.3  | Gimnazja i szkoły ponadgimnazjalne, z wyłączeniem szkół policealnych |
| .     | 85.4  | Szkoły policealne oraz wyższe                                        |
| .     | 85.5  | Pozaszkolne formy edukacji                                           |
| .     | 85.6  | Działalność wspomagająca edukację                                    |

### Sekcja Q – Opieka zdrowotna i pomoc społeczna
| Dział | Grupa | Nazwa grupowania                                                                       |
| ----- | ----- | -------------------------------------------------------------------------------------- |
| 86    | .     | Opieka zdrowotna                                                                       |
| .     | 86.1  | Działalność szpitali                                                                   |
| .     | 86.2  | Praktyka lekarska                                                                      |
| .     | 86.9  | Pozostała działalność w zakresie opieki zdrowotnej                                     |
| 87    | .     | Pomoc społeczna z zakwaterowaniem                                                      |
| .     | 87.1  | Pomoc społeczna z zakwaterowaniem zapewniająca opiekę pielęgniarską                    |
| .     | 87.2  | Pomoc społeczna z zakwaterowaniem dla osób z zaburzeniami psychicznymi                 |
| .     | 87.3  | Pomoc społeczna z zakwaterowaniem dla osób w podeszłym wieku i osób niepełnosprawnych  |
| .     | 87.9  | Pozostała pomoc społeczna z zakwaterowaniem                                            |
| 88    | .     | Pomoc społeczna bez zakwaterowania                                                     |
| .     | 88.1  | Pomoc społeczna bez zakwaterowania dla osób w podeszłym wieku i osób niepełnosprawnych |
| .     | 88.9  | Pozostała pomoc społeczna bez zakwaterowania                                           |

### Sekcja R – Działalność związana z kulturą, rozrywką i rekreacją
| Dział | Grupa | Nazwa grupowania                                                                      |
| ----- | ----- | ------------------------------------------------------------------------------------- |
| 90    | 90.0  | Działalność twórcza związana z kulturą i rozrywką                                     |
| 91    | 91.0  | Działalność bibliotek, archiwów, muzeów oraz pozostała działalność związana z kulturą |
| 92    | 92.0  | Działalność związana z grami losowymi i zakładami wzajemnymi                          |
| 93    | .     | Działalność sportowa, rozrywkowa i rekreacyjna                                        |
| .     | 93.1  | Działalność związana ze sportem                                                       |
| .     | 93.2  | Działalność rozrywkowa i rekreacyjna                                                  |

### Sekcja S – Pozostała działalność usługowa
| Dział | Grupa | Nazwa grupowania                                                                   |
| ----- | ----- | ---------------------------------------------------------------------------------- |
| 94    | .     | Działalność organizacji członkowskich                                              |
| .     | 94.1  | Działalność organizacji komercyjnych, pracodawców oraz organizacji profesjonalnych |
| .     | 94.2  | Działalność związków zawodowych                                                    |
| .     | 94.9  | Działalność pozostałych organizacji członkowskich                                  |
| 95    | .     | Naprawa i konserwacja komputerów i artykułów użytku osobistego i domowego          |
| .     | 95.1  | Naprawa i konserwacja komputerów i sprzętu komunikacyjnego                         |
| .     | 95.2  | Naprawa i konserwacja artykułów użytku osobistego i domowego                       |
| 96    | 96.0  | Pozostała indywidualna działalność usługowa                                        |

### Sekcja T – Gospodarstwa domowe zatrudniające pracowników; gospodarstwa domowe produkujące wyroby i świadczące usługi na własne potrzeby
| Dział | Grupa | Nazwa grupowania                                                              |
| ----- | ----- | ----------------------------------------------------------------------------- |
| 97    | 97.0  | Gospodarstwa domowe zatrudniające pracowników                                 |
| 98    | .     | Gospodarstwa domowe produkujące wyroby i świadczące usługi na własne potrzeby |
| .     | 98.1  | Gospodarstwa domowe produkujące wyroby na własne potrzeby                     |
| .     | 98.2  | Gospodarstwa domowe świadczące usługi na własne potrzeby                      |

### Sekcja U – Organizacje i zespoły eksterytorialne
| Dział | Grupa | Nazwa grupowania                      |
| ----- | ----- | ------------------------------------- |
| 99    | 99.0  | Organizacje i zespoły eksterytorialne |